# Leptosittaca branickii
Leptosittaca branickii là một loài chim trong họ Psittacidae.